# Hersby gård

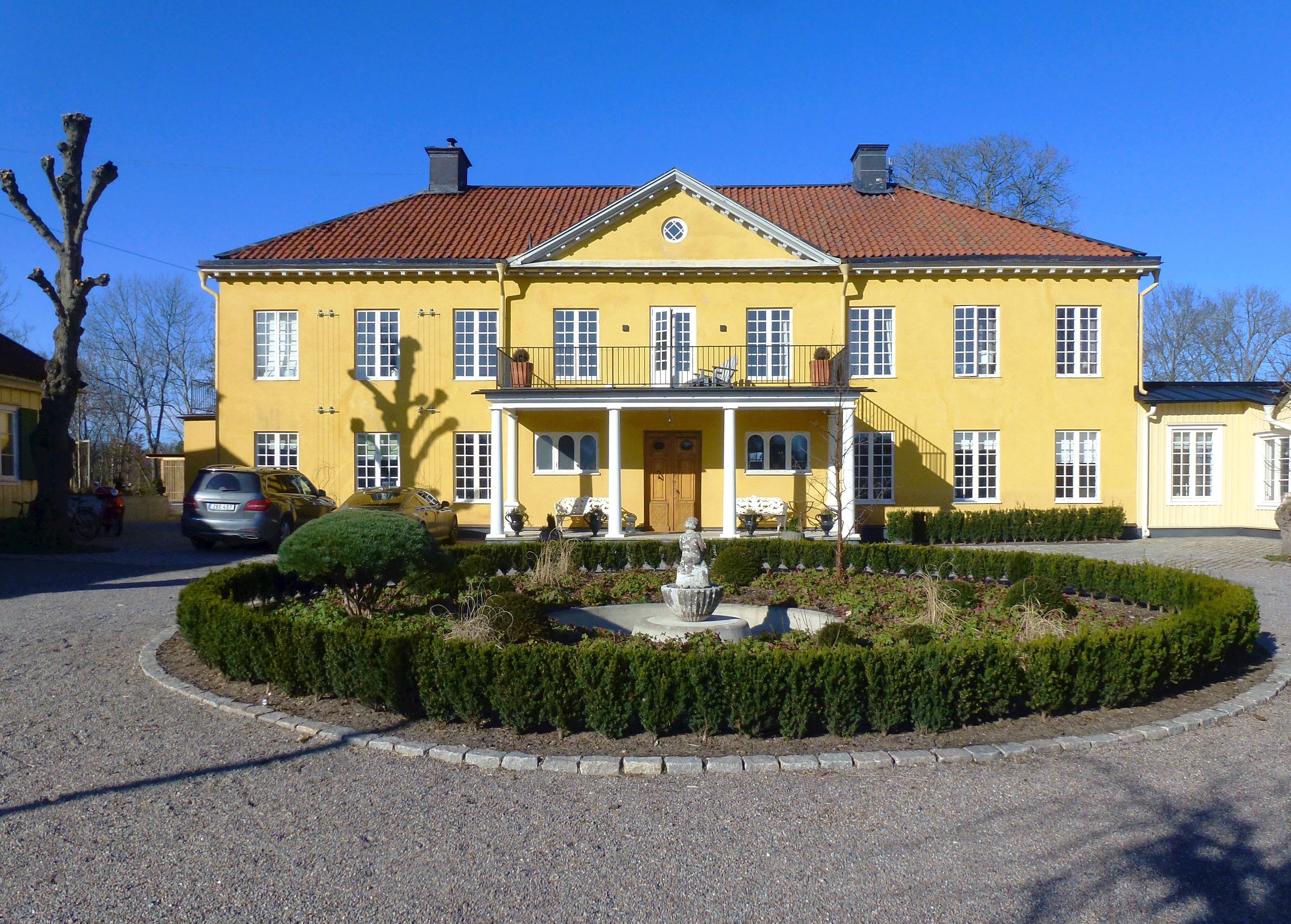
Hersbyholms gård, huvudbyggnad, 2020.

Hersby gård, eller Hersbyholm är en fastighet och ett tidigare lantbruk i kommundelen Hersby i närheten av Lidingö kyrka i Lidingö kommun.

## Historik

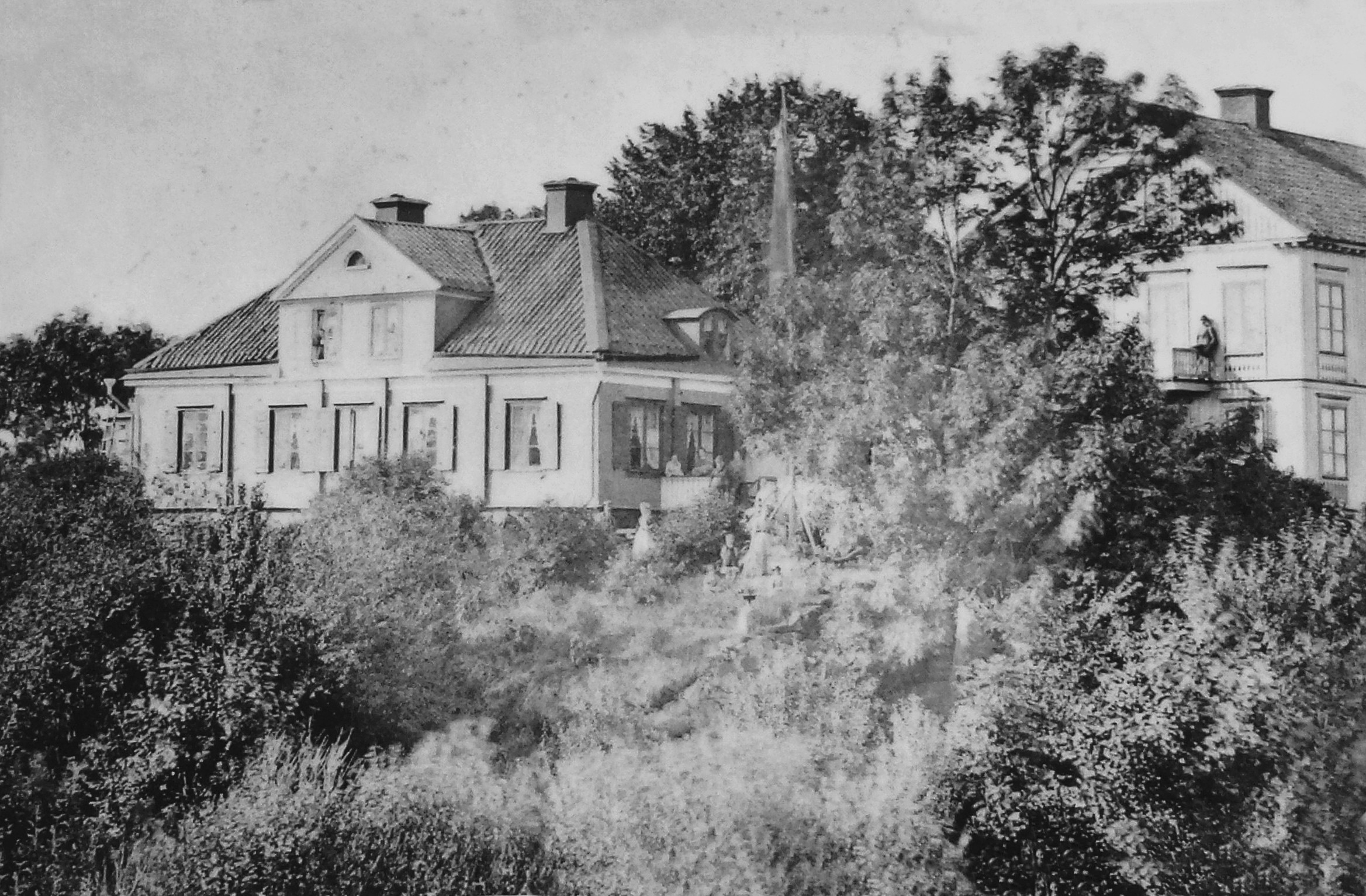
Hersby gård, 1894.

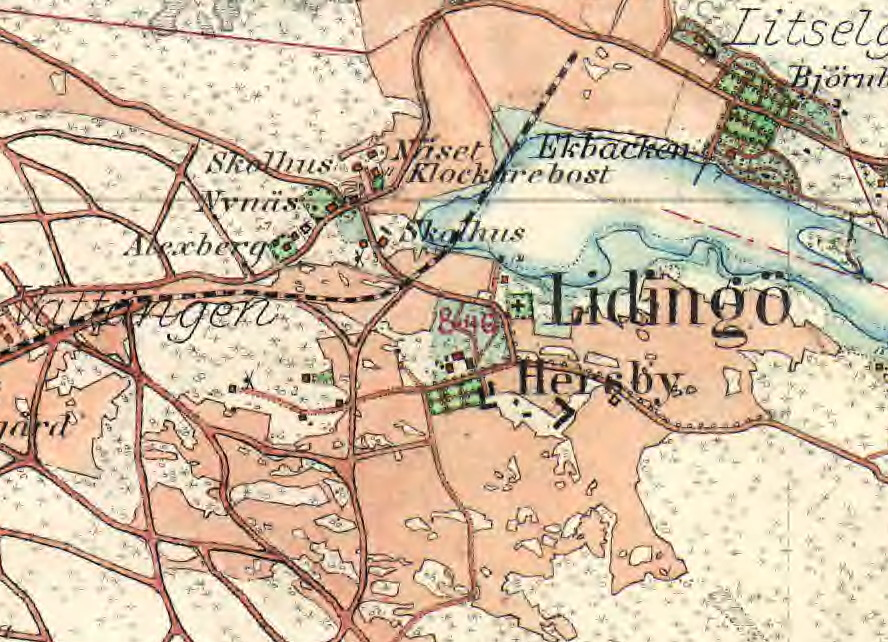
Hersby gård, 1900.

Namnet Hersby tros komma från det fornnordiska ordet "hjarsi" som betyder hjässa varför Hersby antas betyda huvudgården inom ett större landområde.
Hersby lantbruksgård var under en lång tid, från omkring 1400-talet, en av de största lantbruksgårdarna på Lidingö och ägdes på 1300-talet av Bo Jonsson (Grip) som hade bytt till sig gården av den heliga Birgittas son Birger Ulfsson. Hersby och hela Lidingö övertogs i slutet av 1400-talet av Banérs på Djursholms slott. När Banérs började sälja ut hela Lidingö med början 1774, köptes gården av revisor Johan Falkson (död 1779) som tidigare hade arrenderat lantbruket av Banérs. På 1820-talet köptes Hersbyholm av traktören Karl Petter Lindbom (1787–1849), en av de första stora entreprenörerna på Lidingö, som tilldelats epitet "Lidingökungen".

### Gården under Zetterberg
Den nuvarande herrgården, omdöpt i början av 1900-talet från Hersby till Hersbyholm, byggdes 1854 av dåvarande "Lidingökungen" Janne Zetterberg (1810–1878), gift med Maria Kristina, enda barnet till Karl Petter Lindbom, som flyttade in på Hersby 1852 efter att Marias far hade avlidit. De nygifta kom närmast från Ekholmsnäs gård som även den hade ägts av Karl Petter Lindbom. Janne Zetterberg ägde inte enbart Hersby gård utan flera stora gårdar på Lidingö. Zetterbergsvägen på Lidingö är uppkallad efter honom.
Efter makarna Zetterberg innehades Hersbyholm av deras barn medan jordbruksdelen på gården arrenderades ut. I början av 1900-talet såldes stora delar av marken till AB Lidingö Villastad som styckade upp marken och sålde tomterna för villabebyggelse. 1921 köptes Hersbyholm av legationsrådet Carl von Heidenstam. Nästa ägare blev konstnären Einar Nerman (1888–1983) som köpte Hersbyholm 1930. Efter Einar Nermans död ärvdes fastigheten av hans dotter Anita (gift von Schinkel), som senare överlät den till sina döttrar Susanne och Madeleine.

### Branden
Vid en stor brand på 1940-talet totalförstördes ekonomibyggnaderna tillhörande gården. Endast gårdens stora spannmålsmagasin, numera k-märkt, gick att rädda. En kreatursbesättning på 200 kor, två tjurar, sju hästar, flera grisar och höns samt två mindre lastbilar blev lågornas rov. Gården var så stor att den hade ett eget mejeri och egen bensinpump. Gårdens ekonomibyggnader återuppfördes aldrig. På platsen byggdes på 1950-talet Radhusområdet Hersby Gärde.

### Nutid
Herrgården har bland annat en tid varit residens för ambassadören vid Pakistans ambassad i Stockholm. På 2000-talet sålde Anita von Schinkels döttrar Susanne och Madeleine fastigheten, som sedan efter radikal renovering vandrat genom en rad nya ägare.
Den nuvarande östra flygeln på Hersbyholm är den äldsta delen och kan dateras till 1700-talet, och var då mangårdsbyggnad till Hersby Gård. 2013 var den Lidingös äldsta bevarade byggnad. Dagens huvudbyggnad och den västra flygeln är 100 år yngre.
Anläggningen består av tre fastigheter: huvudbyggnaden med 652 m² tomtyta och två flyglar om 240 m² tomtyta vardera. Totalt finns 28 rum. Egendomen såldes 2015 för 65 miljoner kronor vilket då var den dyraste privata gården i Sverige.

## Bildgalleri

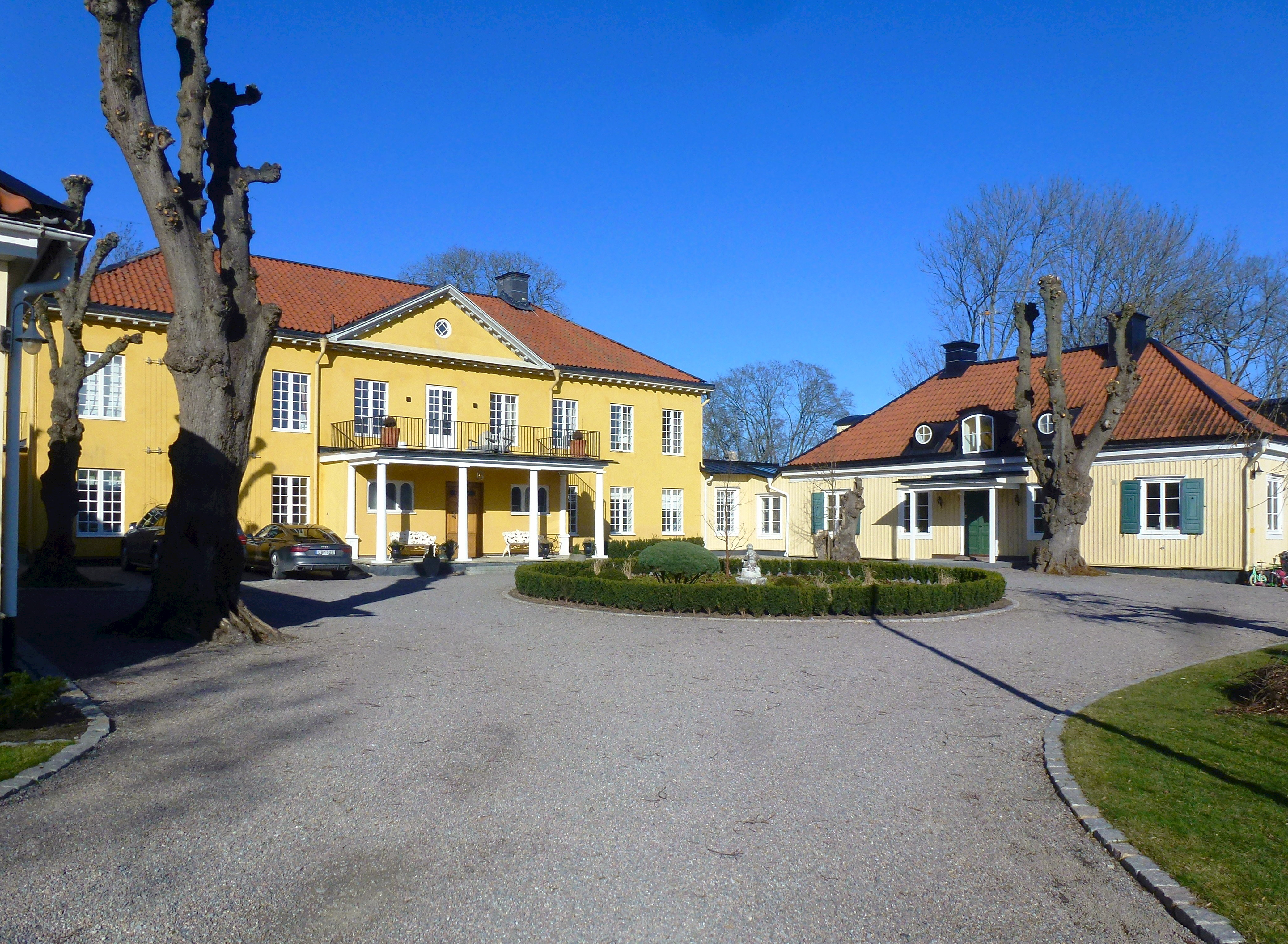
Huvudbyggnad och östra flygeln.
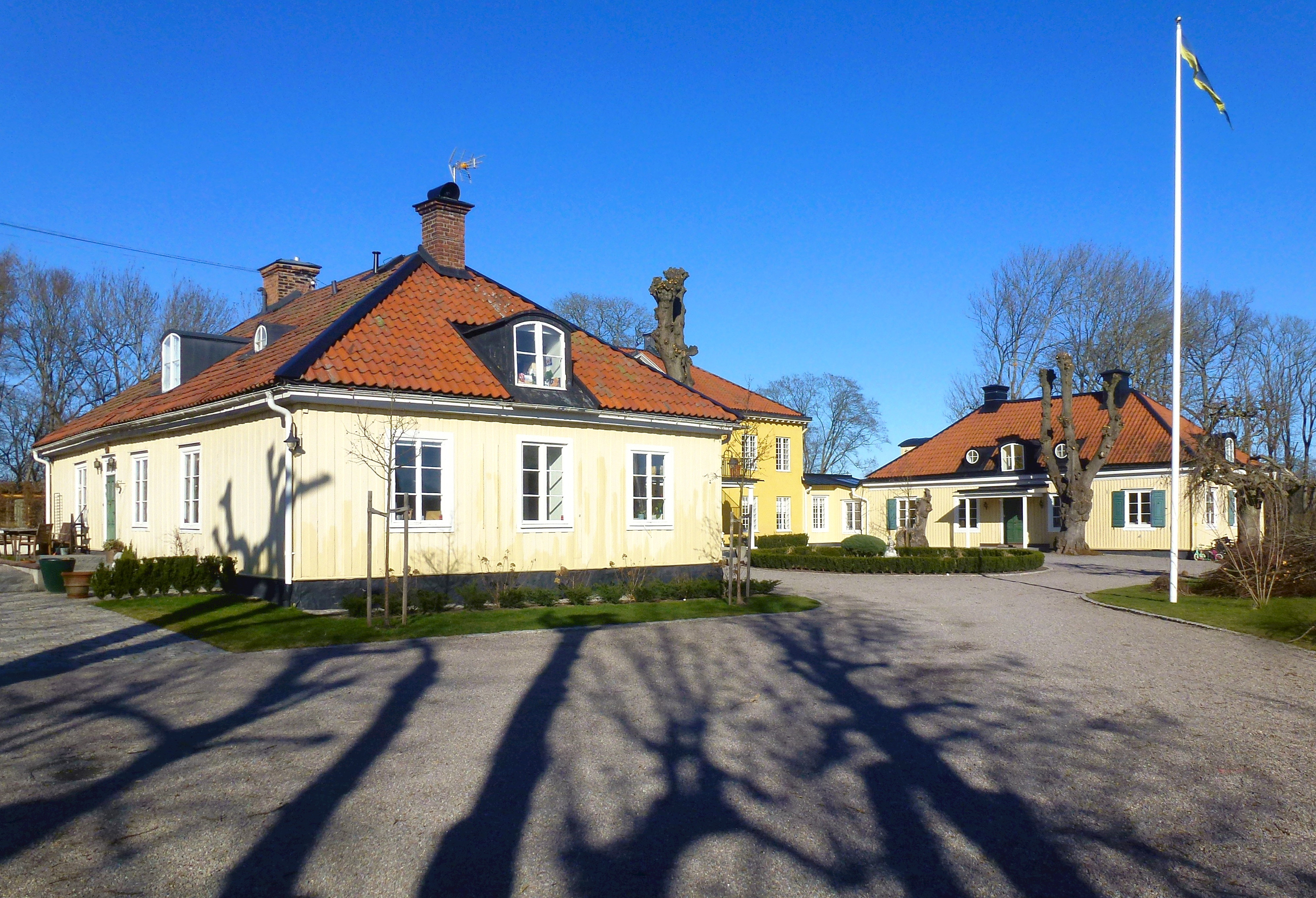
Västra flygeln.
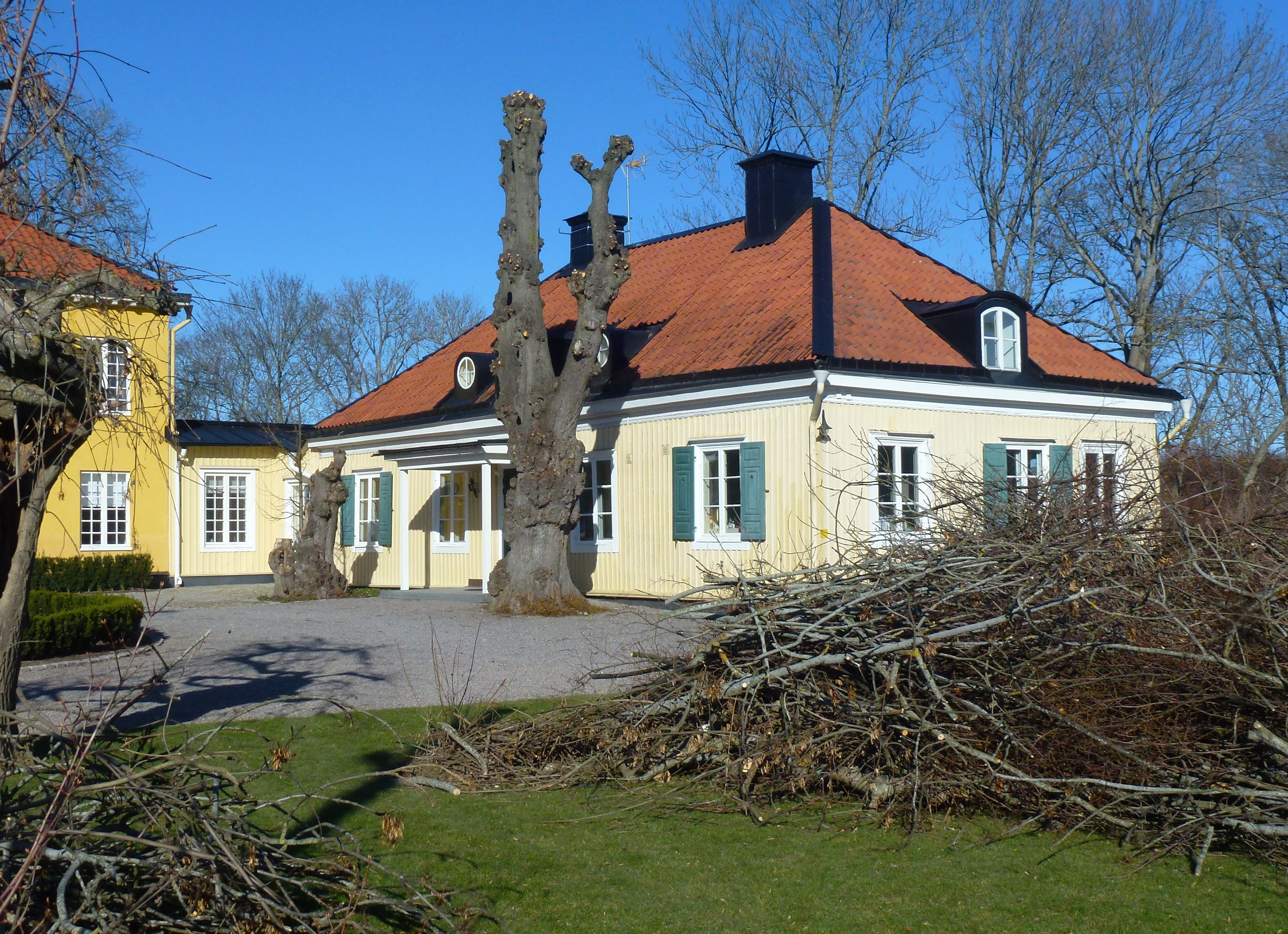
Östra flygeln.
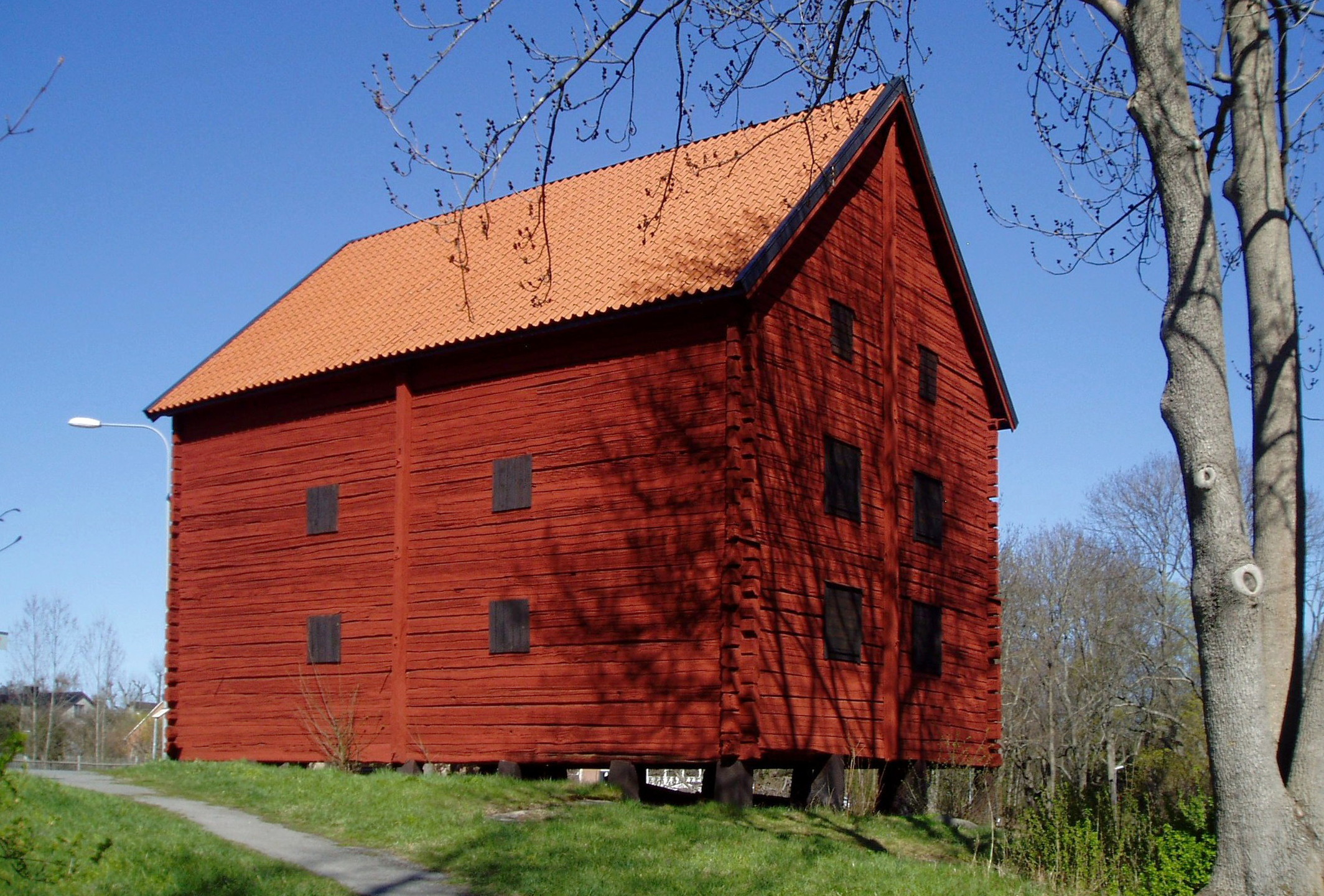
Hersby gårdsmagasin.

## Populärkultur
Filmen En kvinnas ansikte med Ingrid Bergman i en av huvudrollerna, har vissa scener inspelade på Hersbyholm.